# Operation Flashpoint: Cold War Crisis
Operation Flashpoint: Cold War Crisis (diminutif OFP pour Operation FlashPoint, parfois OPF pour Operation Flashpoint) est à l'origine un jeu vidéo de tir tactique développé par le studio tchèque Bohemia Interactive et édité par Codemasters en 2001 sous Windows. Une version Xbox intitulée Operation Flashpoint: Elite est sortie en 2005.
En juin 2011, le jeu est renommé ARMA: Cold War Assault,, (stylisé ArmA : Cold War Assault) par Bohemia Interactive pour éviter que le jeu soit confondu avec les jeux Operation Flashpoint développé en parallèle par Codemasters. Le jeu s'est vendu à plus d'un million d'exemplaires.
Les jeux Operation Flashpoint sortis après Operation Flashpoint: Resistance en 2002 (Operation Flashpoint: Dragon Rising en 2009 et Operation Flashpoint: Red River en 2011) ne sont plus développés par Bohemia Interactive.

## Système de jeu
Sa caractéristique principale est d'être un jeu très orienté simulateur de guerre. Les armes, véhicules, et l'aviation accessibles au joueur, ainsi que le réalisme de l'environnement offrent une immersion totale, et font que ce jeu pourtant diffusé en 2001 bénéficie encore de nos jours (2011) de nombreux adeptes.
Operation Flashpoint: Cold War Crisis se déroule dans une année 1985 uchronique, lors d'une guerre américano-russe. Le conflit se déroulant sur 3 îles cumulant plusieurs centaines de km² : Everon, Malden, Kolgujev. Le joueur endosse alternativement les rôles d'un soldat devenant lieutenant et endossant le rôle de chef d'escouade, d'un commando, d'un pilote de char, et d'hélicoptère / d'avion, sur un total de 40 missions liées. Une mission bonus se déroulant en 1991 s'ajoute à cette longue série si les missiles SCUD ont été neutralisés. La possibilité de commander une escouade est ce qui fait l'aspect tactique du jeu, notamment par l'entremise d'une vue externe de type STR (3D) permettant de sélectionner ses unités et de les placer, puis de leur donner des ordres par le biais de la radio.
L'aspect simulation du jeu rebute certains joueurs, peu habitués à des effets aussi réalistes en termes de balistique. Cependant il existe une communauté active créant missions, campagnes, voire mods pour ce jeu qui se prête aisément à ces manipulations via son éditeur très puissant. Il existe de nombreux clans dédiés à ce simulateur, y compris français.
Le moteur du jeu a la particularité de permettre un déplacement du joueur dans toutes les directions sur des cartes de plusieurs dizaines de km², ainsi, contrairement à des jeux de tir classiques, OFP offre la possibilité d'agir en temps réel, de se déplacer dans un environnement virtuel dont la seule limite est la côte.

## Versions
- La version de base de Opération Flashpoint va de 1.00 à 1.46, associée au programme GameSpy Arcade ; les versions suivantes nécessitent l'add-on Resistance.
- Le pack Gold Edition installe la version 1.85.
- Pour les 11 ans de la sortie du jeu, Bohemia Interactive sort une version 1.99 et renomme le jeu en ARMA: Cold War Assault[5],[6].

## Bonus
Mettez votre horloge Windows sur le 24 ou le 25 décembre, démarrez le jeu puis jetez un coup d'œil aux sapins (la plus petite sorte), des jolis cadeaux vous attendent !

## Campagnes
Le jeu contient sa campagne originale et possède deux extensions officielles :
- Cold War Crisis
- Red Hammer
- Resistance

Ce jeu est vendu avec toutes ses extensions, sous le nom de Operation Flashpoint: Game of the Year Edition.

### Red Hammer
Note: Cette campagne est la seule développée par Codemasters, c'est pourquoi elle ne peut figurer dans la réédition ARMA: Cold War Assault. Elle est donc totalement abandonnée, à la fois par Codemasters refusant de la léguer (qui ne peut être jouée sans son jeu original), et par Bohemia Interactive qui ne peut de ce fait l'intégrer dans sa réédition.
Cette extension comprenant 20 missions place le joueur du côté soviétique dans le même conflit que Cold War Crisis. Elle est sortie le 30 novembre 2001.
L'histoire se passe exactement à la même période en 1985 mais il n'est jamais fait allusion aux précédents protagonistes. Un nouveau héros fait son apparition. Il s'agit de Dimitri Lukin, ancien membre des commandos russes Spetsnaz tombé en disgrâce pour avoir désobéi à des ordres inhumains. Il se trouve affecté en tant que simple soldat à l'attaque d'Everon. Là, il gagne le respect de Guba qui le réassigne aux Spetsnaz.
La campagne est considérée comme la plus ardue par les fans et celle possédant le plus de rebondissements. Certains furent découragés à la première mission digne des plus difficiles de la campagne originelle mais le développement de la campagne mérite l'acharnement du joueur.
De plus, cette extension apporte de nouveaux véhicules : le Vulcan, l'AH-64 Apache, le M2A2 Bradley et le HMMWV pour les forces de l'OTAN et le BDRM, le BMP-2 et le Su-25 Frogfoot pour le côté soviétique.

### Resistance
Le scénario s'étalant sur 18 missions se déroule avant les évènements des 2 premiers volets, et dans lequel le joueur incarne un maquisard libérant son île (Nogova) de l'invasion soviétique. Cette extension améliore grandement les graphismes et les sons ainsi que les protocoles pour le mode multijoueur. Elle est sortie le 28 juin 2002.
Elle apporte également une nouvelle île, Nogova, aussi grande que les autres mais possédant une végétation, une architecture et une topographie très différentes des îles précédentes. Des joueurs ont reproché sa structure orientée gameplay (séparation centrale, grandes villes, aéroport secondaire situé sur une île sans raison apparente) alors que le réalisme est la principale qualité du jeu.
Comme dans les précédents opus de la série, celui-ci possède une campagne bénéficiant d'une programmation encore plus poussée, donnant par exemple certains choix au joueur et riche en scènes cinématiques. Elle est également plus symbolique car on a l'impression de vivre un film : le personnage principal, Victor Troska, narre certains passages de l'histoire, et il y a une présence de personnages développés comme Geronimo ou le diable de Tasmanie et une apparition d'un vieil ami.
Cette extension a reçu la note de 15/20 dans Jeux vidéo Magazine.

## Portage sur console
Devant le succès obtenu sur PC, Codemasters envisagea de porter le jeu sur console Xbox. Ce portage sorti en octobre 2005 sous le titre d'Operation Flashpoint Elite comprend le jeu original ainsi que son add-on Resistance, d'où la possibilité de jouer deux campagnes. L'aspect multijoueurs a également été conservé sur cette version console. Les bémols rapportés de cette version tournent généralement autour de la moindre qualité graphique du portage, des contrôles à la manette évidemment moins précis que sur ordinateur, ainsi que d'une profondeur de champ plus réduite. L'éditeur de missions est présent dans cette mouture.

## Mods
Operation Flashpoint a su garder l'intérêt de sa communauté grâce à sa possibilité de créer et ajouter des mods créés par ses joueurs.
De nombreuses modifications ont ainsi été édités par des bénévoles indépendants, tels que Red Hammer Studio, Black Hawk Down, des mods sur différentes armées telle l'armée Finlandaise, Allemande, Russe, japonaise, tchèque, suisse, pakistanaise, indienne, canadienne, italienne ou Française (nommé Opération Frenchpoint). On notera également des mods aussi variés sur des thèmes originaux comme Star Wars, Star gate, Warhammer 40000, Dune, ou même historiques comme la seconde guerre mondiale, la Rome antique, les guerres napoléoniennes ou la grande guerre.

### Mod OFrP
Le Mod Opération Frenchpoint a eu pour but de transposer dans le jeu les principaux matériels et composantes de l'armée française. Il est ainsi possible désormais de piloter des avions tels que Rafale, Jaguar, Mirage et Transall, mais aussi des véhicules blindés comme le char Leclerc, l'AMX 10RC, le VAB ou le VBL. Les moddeurs ont aussi reproduit des véhicules non blindés comme P4 et TRM 2000.
Pratiquement toutes les armes en dotations régulières sont présentes : Minimi, Frf2, Hecate, M2, Eryx, Milan, Apilas, Mistral.
Enfin, le mod permet également d'afficher les écussons de régiment et de pays, y compris sur les véhicules.

## VBS – Virtual Battlefield System
À la suite du succès de Operation Flashpoint, Bohemia Interactive a développé un simulateur sur commande spéciale de l'armée américaine pour permettre une formation plus poussée virtuelle. Intitulé VBS1 (pour Virtual Battelfield System), cette simulation utilise le moteur d'OFP mais comprend ses propres addons orientés bien souvent vers le Moyen-Orient. Ce simulateur est très peu répandu parmi les joueurs car même s'il est aujourd'hui accessible au public, il coûte tout de même plusieurs centaines de dollars.

## Récompenses
Liste partielle :
- PC ZONE Classic Award
- IGN Editors Choice Award
- Simulation Headquarters Best of E3 2001
- GameSpy: Best of 2001 (PC Action)
- Computer Gaming World's Editors Choice Award
- The Adrenaline Vault: Seal of Excellence Award
- ECTS winner
- The Wargamer: Award of Excellence
- Gamestar.de Award
- PC Gamer Awards